# 호모포니
호모포니(homophony)는 음악에서 화성 (음악)을 제공하는 하나 이상의 추가 가닥으로 주요 부분을 지탱하는 어우러짐이다. 한 멜로디가 지배적인 반면 다른 부분은 단일 음표나 정교한 반주를 연주한다. 이러한 역할의 차별화는 동일한 성부 다성음악(유사한 선율이 리드미컬하고 선율적으로 독립적으로 움직여 균일한 질감을 형성하는 것) 및 단성음악(모든 성부가 일제히 또는 옥타브로 움직이는 것)과 대조된다. 역사적으로, 호모포니와 성부별 차별화된 역할은 음조와 함께 나타났으며, 이는 소프라노, 베이스 및 내부 성부에 뚜렷한 화성 기능을 부여했다.

## 같이 보기
- 대위법